# Set-animal (jeroglífico)
| E20 | \| \| | E21 |
|     |       |     |

|  |

| E20 | \| \| | E21 |
|     |       |     |

|  |

En el Antiguo Egipto el Jeroglífico del Animal de Set, Salawa o Sha, es la representación gráfica de un «perro del desierto» de Egipto.
El jeroglífico de Set con forma animalesca sentado posee en lengua egipcia el valor fonético stẖ, stš, suti o ẖnnu. Es el determinativo e ideograma del dios Seth, del desorden, y el caos, por las palabras relacionades con el sufrimiento, violencia, perturbación. También para las tormentas de la atmósfera, una tempestad.
| C7 |

## Historia
La primera referencia del uso del Jeroglífico de Seth-animal es en la maza ceremonial de Horus Escorpión II, un gobernante de Dinastía 0.

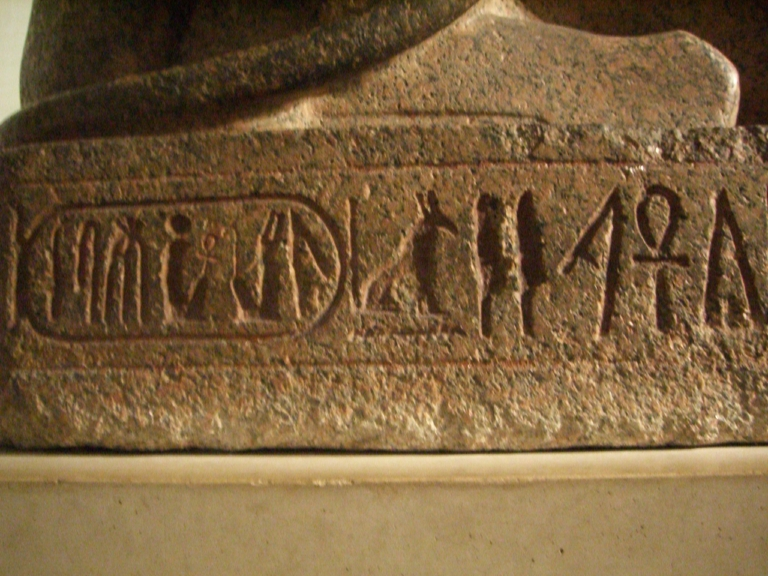
Relieve
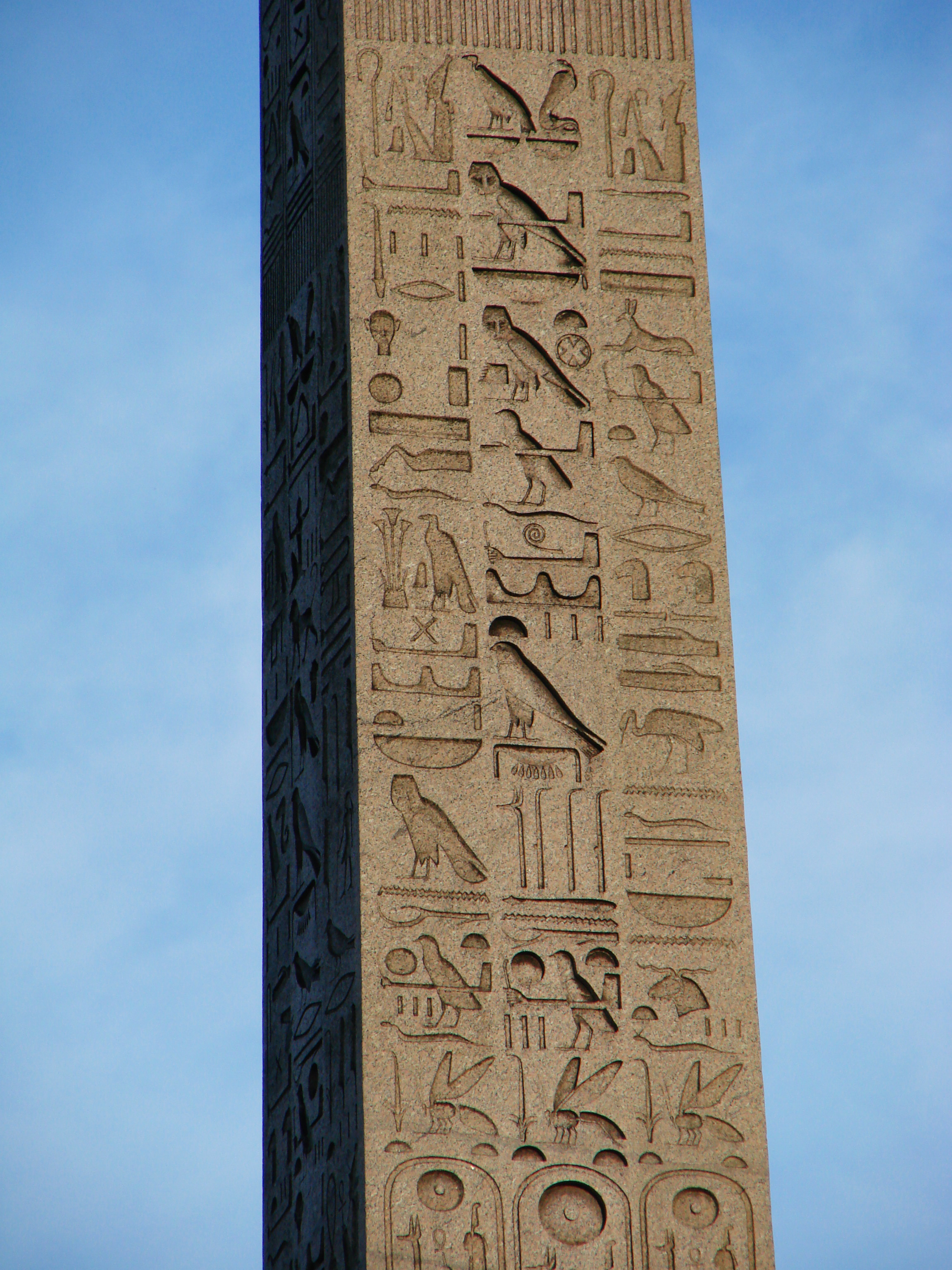
Obelisco